# Tashi Tsering (football)
Pour les articles homonymes, voir Tashi Tsering.
 Tashi Tsering  (aussi épelé  Tashi Chirring) (Népalais : तासी छिरिङ; Tibétain : བཀྲ་ཤིས་ཚེ་རིང་), né le 22 avril 1973 à un lieu inconnu au Népal, est un footballeur international népalais, qui évolue au poste de défenseur.

## Biographie

### Carrière en club
Tsering a joué pour Manang Marsyangdi durant plusieurs années et a été remarqué pour la puissance de ses performances pour le club lors de la Coupe des présidents de l'AFC 2006.

### Carrière en sélection
Le 2 avril 2006, il joue son premier match avec le Népal contre le Bhoutan en match amical (victoire 2-0).
Tsering est apparu pour le Népal pour deux qualifications pour la Coupe du monde de football de 2010. Il a joué dans cinq matchs pour le Népal, marquant une fois, lors de l’AFC Challenge Cup 2006, où il a joué en demi-finale quand le Népal a perdu contre le Sri Lanka lors des penaltys.